# Talnakh
Talnakh (rus: Талнах) és una localitat del krai de Krasnoiarsk, a Rússia. Està situada a 25 km al nord de la ciutat de Norilsk als peus de l'altiplà de Putorana, a la península de Taimir. El 2005 va passar a formar part del terme de Norilsk. D'acord amb el cens del 2020 la ciutat tenia una població de 47 216 habitants.

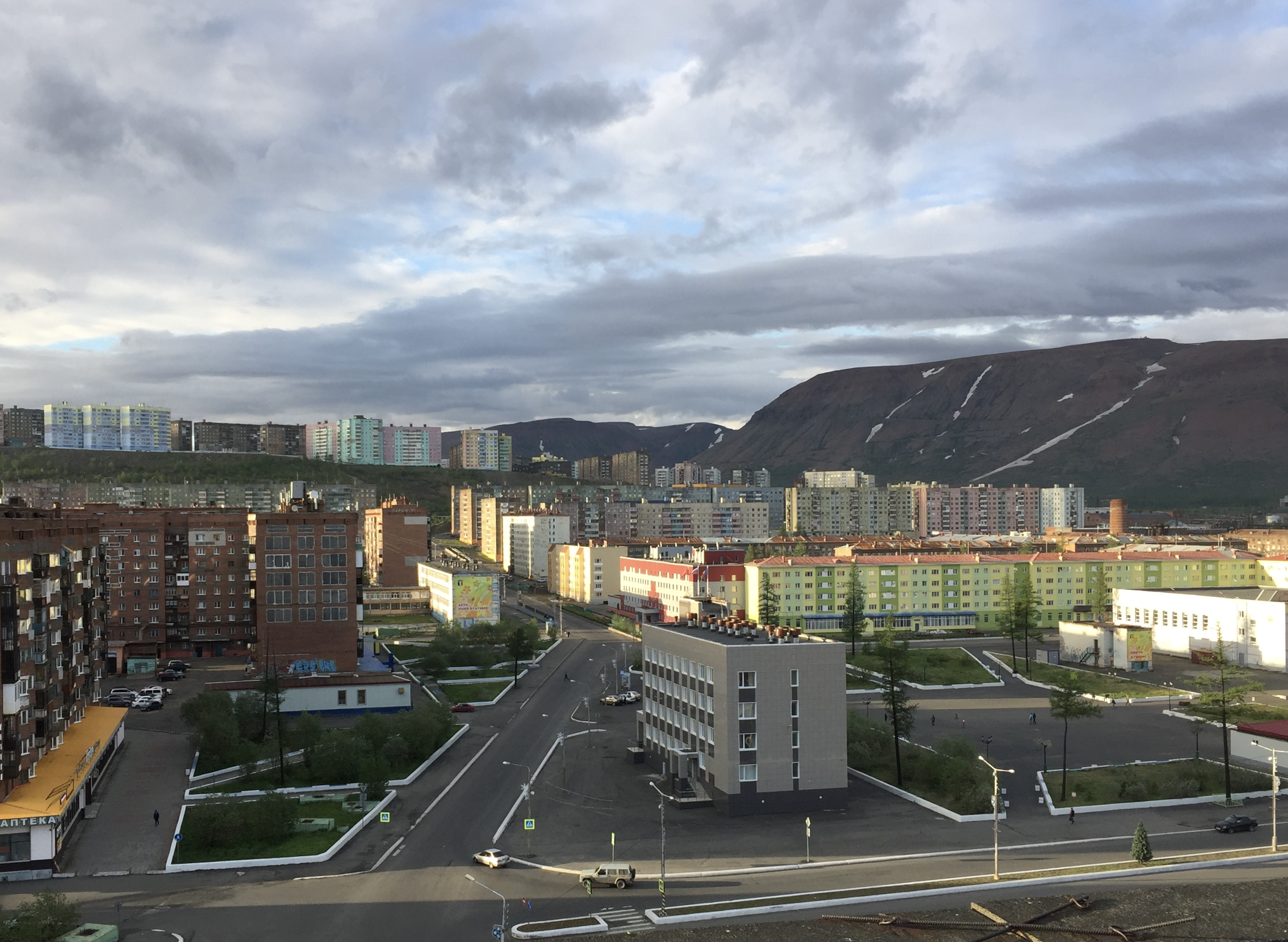
Talnakh.

El recurs principal de la ciutat és la mineria i la producció a la indústria metal·lúrgica de níquel i altres metalls com la talnakhita. Talnakh és la seu de les mines subterrànies més grans de Rússia.

## Demografia
Censos i estimacions de població:
| Evolució demogràfica | Evolució demogràfica | Evolució demogràfica | Evolució demogràfica | Evolució demogràfica | Evolució demogràfica | Evolució demogràfica | Evolució demogràfica |
| -------------------- | -------------------- | -------------------- | -------------------- | -------------------- | -------------------- | -------------------- | -------------------- |
| Any                  | 1970                 | 1979                 | 1989                 | 2002                 | 2006                 | 2010                 | 2020                 |
| Nombre d'habitants   | 9286                 | 33.410               | 62.849               | 58.654               | 56.000               | 47.307               | 47.216               |

## Història

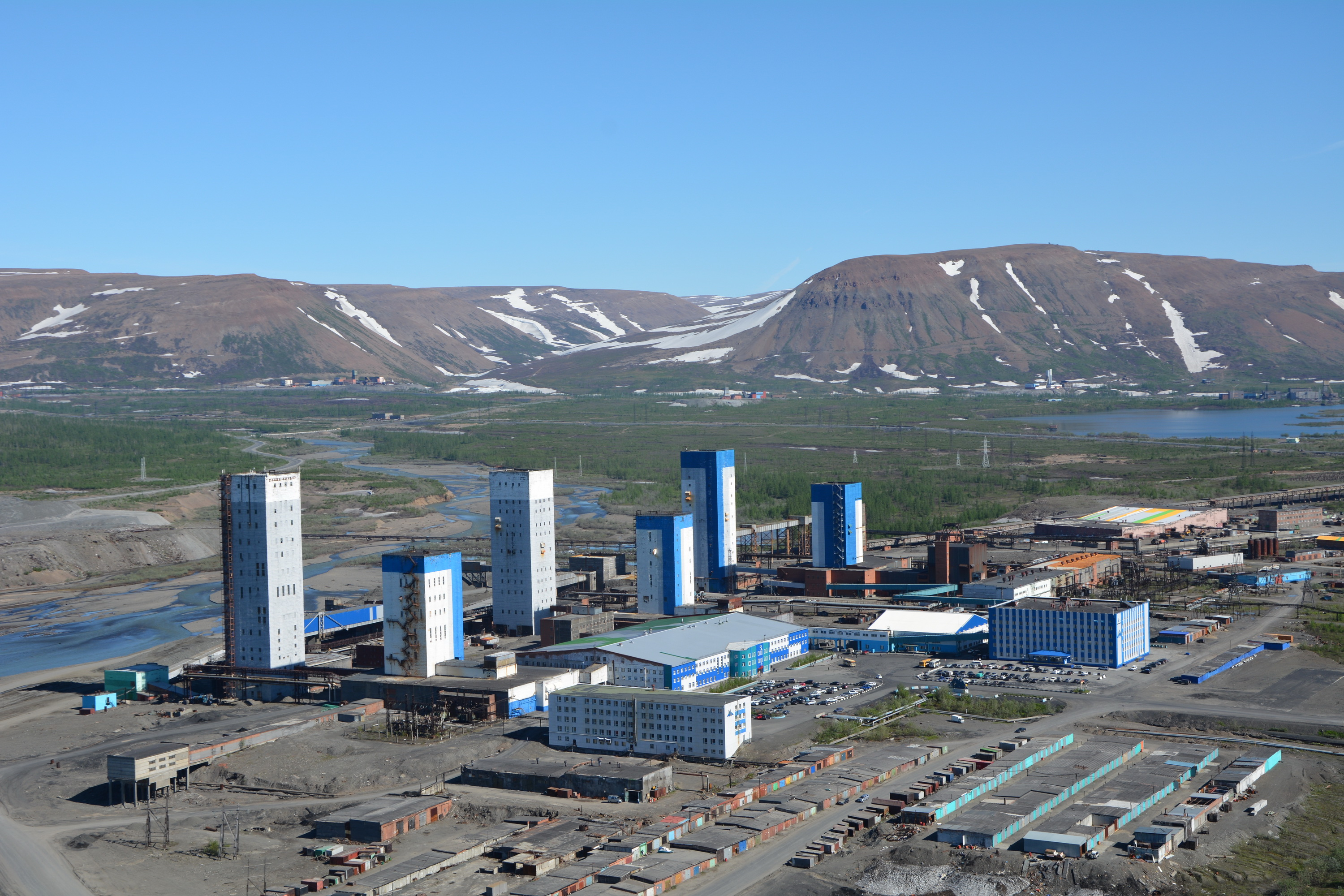
Mina Oktiàbrski, a Talnakh.

Durant l'expedició de Norilsk el 1920, Nikolai Urvàntsev va viatjar a les muntanyes Jaraelakh, on hi va descobrir rics dipòsits de carbó, tot i que no hi va trobar minerals de sulfur rovellat com els de Norilsk. El desenvolupament dels dipòsits de Jaraelakh i la construcció d'un possiólok (població) de treball van començar després del descobriment del ric dipòsit de minerals polimetàl·lics de coure-níquel el 1960 per l'expedició de G.D. Màslov.
El 24 d'agost de 1960, es va instal·lar el primer pou amb què va començar Talnakh. El 1965, es va construir un pont sobre el riu Norílskaia. Amb l'explotació intensiva de la base minera, hi va haver necessitat de processament de minerals. Al desembre de 1972, el Departament de Construcció de Talnakhpromstroi va començar la construcció de la planta de concentració de Talnakh.
El 1964, Talnakh va rebre l'estatus de possiólok de treball i el 1982 l'estatus de ciutat. El 2004, Talnakh va ser privat de l'estatus de ciutat i es va incloure com a part de la ciutat de Norilsk i el 2005 es va transformar en un districte administratiu de la ciutat de Norilsk.
Actualment, les mines de Talnakh són la base principal de matèries primeres de la Divisió Polar de la Companyia de Mineria i Metal·lúrgia de l'empresa Norilsk Nickel.